# Steve Tran
Pour les articles homonymes, voir Tran (homonyme).
Steve Tran, né le 22 avril 1985 à Saint-Germain-en-Laye, est un acteur et réalisateur français d'origine vietnamienne.

## Biographie
Il est issu d'une famille d'artistes, son père, Henri Tran Quan est un comédien-chanteur de Cai Luong (Théâtre Rénové). Adolescent, il décroche son premier rôle principal dans le téléfilm Rends-moi mon nom de Patrice Martineau. Les critiques sont bonnes et c'est tout en poursuivant ses études qu'il décide d'embrasser la carrière de comédien.
Il enchaîne les rôles dans des courts-métrages et des séries. Au cinéma, il fait sa première apparition dans Lovely Rita de Stéphane Clavier en 2003. On le voit dans la comédie populaire Neuilly sa mère ! de Gabriel Julien-Laferrière en 2009, avant qu’il ne soit tête d’affiche, avec Booder et Issa Doumbia, de Beur sur la ville (2011), une autre comédie à succès réalisée par Djamel Bensalah. La comédie dramatique La Cité rose de Julien Abraham en 2012, où il a un rôle de méchant, marque un tournant important dans sa jeune carrière.
Son frère aîné est l’acteur et réalisateur Jean-Claude Tran, ses neveux, Mélanie Tran et Florent Tran sont également comédiens.

## Filmographie

### Acteur

#### Cinéma
- 2003 : Lovely Rita de Stéphane Clavier : Danny
- 2005 : Douches froides d’Antony Cordier : Tranh
- 2006 : Hellphone de James Huth : apparition non créditée
- 2007 : Regarde-moi d’Audrey Estrougo : Steve
- 2009 : Neuilly sa mère ! de Gabriel Julien-Laferrière : Picasso 2
- 2009 : Tellement proches d’Olivier Nakache et Éric Toledano : le prévenu numéro 2
- 2010 : Protéger et Servir de Éric Lavaine : le serveur vietnamien
- 2010 : Noir Océan de Marion Hansel : Steve
- 2011 : Beur sur la ville de Djamel Bensalah : Henri Tong
- 2012 : Les Saveurs du palais de Christian Vincent : Gregory le cuisinier
- 2012 : La Cité rose de Julien Abraham : Manu
- 2013 : Cheba Louisa de Françoise Charpiat : David
- 2013 : Prêt à tout de Nicolas Cuche : Jim
- 2014 : Une histoire banale d'Audrey Estrougo : Steve
- 2014 : Le Père Noël d'Alexandre Coffre : le chauffeur de taxi
- 2018 : Neuilly sa mère, sa mère ! de Gabriel Julien-Laferrière : Picasso 2
- 2018 : Vaurien de Mehdi Senoussi : Yan
- 2019 : Made in China de Julien Abraham : Félix
- 2019 : Premier de la classe de Stéphane Ben Lahcene : Jean-Claude
- 2023 : 38°5 quai des Orfèvres de Benjamin Lehrer : Homme chat
- 2025 : Fountain of Youth de Guy Ritchie : Kasem

#### Courts métrages
- 2000 : Les Résultats du bac de Pascal-Alex Vincent : Lang-Vonh
- 2002 : La Mort du 100 mètres de Nicolas Groubé
- 2002 : Poulet Cocotte de Vincent Solignac : Joël
- 2009 : Obama e(s)t moi de Stevan Lee Mraovitch : Yoan
- 2010 : Le blanc c’est le meilleur de Greg Ruggeri
- 2010 : BooM BooM de Steve Tran et Sébastien Kong
- 2010 : Le Coyotte de Jonathan Cohen
- 2011 : Hors jeu de Jérémie Duvall
- 2013 : La Femme de Rio d’Emma Luchini et Nicolas Rey : Antoine
- 2014 : T6 Dément de Soufiane Guerrab
- 2015 : Voiler la face d’Ibtissem Guerda
- 2015 : Quelques jours avec toi de Jean-Claude Tran : le chauffeur de taxi

#### Série web
- 2010 : La Cage de Jean-Claude Tran et Djiby Badiane

#### Télévision

##### Téléfilms
- 2005 : L'Abbaye du Revoir de Jérôme Anger : un jeune de quartier.
- 2011 : 1, 2, 3, voleurs de Gilles Mimouni : Tony.
- 2011 : Saïgon, l'été de nos 20 ans de Philippe Venault : un étudiant vietnamien.
- 2013 : Kamel à Tokyo d'Olivier Montoro.
- 2014 : Soldat blanc d'Érick Zonca : Tran.
- 2023 : Mémoires à vif de Julie Gali : Tao Pham

##### Séries télévisées
- 2000 : Regards d'enfance, épisode Rends-moi mon nom de Patrice Martineau : Wang Min
- 2001 : Le Lycée, 69e épisode de Miguel Courtois
- 2002 : Sami, le pion de Patrice Martineau, premier épisode
- 2002 : Groupe flag de Michel Hassan
- 2003-2010 : PJ, 2 épisodes
  - 2003 : Assaut de Gérard Vergez : Cussac
  - 2010 : Dérive de Thierry Petit : Klong/Christophe Beaunois
- 2004 : Julie Lescaut, épisode L'affaire Lerner de Luc Goldenberg: Jérémie
- 2006 : Commissaire Moulin, épisode  Un coupable trop parfait de Jean-Luc Breidenstein
- 2007 : Central Nuit, épisode Feux Rouges de Olivier Barma : Hervé
- 2008 : Équipe médicale d'urgence de Étienne Dhaene
- 2008 : Palizzi de Stéphane Debac : le client au restaurant
- 2009 : Boulevard du Palais, épisode Jeu de massacre de Thierry Petit : l'infirmier du SAMU
- 2012 : Clash, épisode La valse des baisers de Pascal Lahmani : John Lee
- 2016 : Le Bureau des légendes
- 2016 : Commissariat central
- 2017 : Héroïnes d'Audrey Estrougo : Ludo
- 2017 : La Mante d'Alexandre Laurent : Lieutenant Achille
- 2017 : Prof T. de Nicolas Cuche : Clovis Monod
- 2018 : Il était une seconde fois de Guillaume Nicloux : Than
- 2024 : La Fièvre (mini-série, Canal+) de Ziad Doueiri : Antoine

#### Doublage
- 2002 : Au bout du rouleau de Thierry Binisti : seulement voix additionnelles des petits rôles.

### Auteur-compositeur-interprète
- 2007 : Regarde-moi d'Audrey Estrougo
- 2009 : Tricheuse de Jean-François Davy

### Réalisation
- 2010 : BooM BooM coréalisé avec Sébastien Kong